# Anne Campion
Pour les articles homonymes, voir Campion.
Anne Campion est une actrice belge, née le 7 janvier 1929 à Bruxelles,

## Biographie
Anne Campion a été adoptée à l'âge de cinq ans par Léo Campion, après qu'il a rencontré en 1933 sa mère Jeanne.

## Filmographie complète
- 1947 : Les Maudits de René Clément : Ingrid Eriksen ;
- 1948 : Veglia nella notte co-réali. par Ignazio Ferronetti et Giuseppe Guarino
- 1948 : Le Diable boiteux de Sacha Guitry : Pauline de Dino ;
- 1949 : Entre onze heures et minuit de Henri Decoin : Tonia ;
- 1949 : Retour à la vie - segment 5 : Le retour de Louis de Jean Dréville : Elsa ;
- 1952 : Agence matrimoniale de Jean-Paul Le Chanois : Viviane Galey ;
- 1952 : Chicago-digest de Paul Paviot : Dolly Sweety ;
- 1953 : Femmes de Paris de Jean Boyer : La trafiquante.